# Horace Pauléus Sannon
Horace Pauléus Sannon (1870-1938), historien, médecin et diplomate haïtien.

## Biographie
Horace Pauléus Sannon est né le 7 avril 1870 dans la ville des Cayes.
Il fit des études médicales à Paris et suivit également des études de sciences politiques à la Sorbonne.
Responsable des douanes dans sa ville natale, il fut ensuite administrateur des finances à Jacmel.
Il commença une carrière de diplomate, d'abord comme secrétaire d'État aux relations extérieures en mai 1906 sous la présidence de Nord Alexis, puis Ministre plénipotentiaire en poste à Washington D.C. en 1909. Il fut nommé ensuite Ministre des Relations extérieures sous la présidence de Philippe Sudre Dartiguenave au mois d'août 1915, mais il en démissionna au mois de septembre 1915, car il refusa de signer la Convention établie par les États-Unis lors de l'occupation de son pays par les forces militaires américaines. Il déclara : "L'acceptation du projet américain placerait notre malheureux pays sous un triple protectorat économique, financier et politique au profit des États-Unis".
Il est nommé directeur du lycée Alexandre-Pétion de Port-au-Prince.
Il meurt le 27 août 1938 à Pétionville près de Port-au-Prince.